# Servei general de paquets per ràdio
El servei general de paquets per ràdio, més conegut pel sigle anglès GPRS de General Packet Radio Service és el sistema que, afegit al GSM permet l'ús de la commutació de paquets. D'aquesta manera es millora la capacitat de la tecnologia mòbil 2G a l'hora de transmetre paquets de dades no vocals.